# Luis Garisto
Luis Garisto Pan (Montevideo, 1945. december 3. – Montevideo, 2017. november 21.) válogatott uruguayi labdarúgó, hátvéd, edző.

## Pályafutása

### Klubcsapatban
A Defensor Sporting csapatában kezdte a labdarúgást, ahol 1961-ben mutatkozott be az első csapatban. 1969 és 1973 között az argentin Independiente labdarúgója volt, ahol két bajnoki címet (1971, 1972), két Libertadores-kupát (1972, 1973) és egy interkontinentális kupát (1972) nyert az együttessel. 1974 és 1976 között a Peñarol, 1977 és 1978 között a chilei Cobreloa játékosa volt.

### A válogatottban
1974-ben öt alkalommal szerepelt az uruguayi válogatottban. Részt vett az 1974-es NSZK-beli világbajnokságon.

### Edzőként
1980 és 2009 között uruguayi, argentin, mexikói és chilei klubcsapatoknál dolgozott vezetőedzőként.

## Sikerei, díjai
Independiente
- Argentin bajnokság
  - bajnok: 1971, 1972
- Copa Libertadores
  - győztes: 1972, 1973
- Interkontinentális kupa
  - győztes: 1972

 Peñarol
- Uruguayi bajnokság
  - bajnok: 1974, 1975